# Palau Contarini Dal Zaffo
El Palau Contarini Dal Zaffo, també conegut com Palau Contarini Polignac és un palau de Venècia, situat al barri de Dorsoduro i amb vistes al Gran Canal, en una posició intermèdia entre el pont de l'Acadèmia i el Palau Barbarigo, entre el Palau Brandolin Rota i el Palau Balbi Valier.

## Atribució
La persona que va encarregar el palau és desconeguda, sovint atribuïda a Giovanni Buora (o alternativament a Mauro Codussi o Pietro Lombardo). L'arquitecte, que es va inspirar en l'estil llombard en la seva creació, ens proporciona el primer exemple, juntament amb Ca' Dario, d''arquitectura renaixentista a la ciutat de la llacuna; es pot datar a la segona meitat del segle XV.

## Història
La família Contarini dal Zaffo, del qual es celebra el palau homònim a Cannaregio, és famós, el va renovar entre 1562 i 1582, sense alterar-ne l'exterior. El nom es deu a un membre de la família, Giorgio Contarini, que era comte de Jaffa, a Palestina. A partir de 1758, el palau va passar a diverses famílies riques: primer als Manzoni, després als Angaran i als Polignac. D'aquesta última família el palau pren el nom de Contarini Polignac: quan era la residència de la princesa de Polignac, el palau es va convertir en la seu d'un gran saló intel·lectual, que va acollir importants personalitats en el camp de les arts (especialment la música), com ara Igor Fëdorovič Stravinskij.
Avui dia encara és una residència privada, propietat de la família Polignac: va ser restaurada entre el 2004 i el 2007.

## Arquitectura
La façana típicament renaixentista, de tres nivells, està completament recoberta de marbres refinats que, creant una policromia singular, li donen una bellesa i una prominència particulars. Apareix com una barreja de formes inspirades en l'art romà d'Orient, elements renaixentistes i components d'origen toscà, creant així un marc unificat la severitat i la gràcia del qual van ser molt apreciades fins i tot per John Ruskin, tot i oposar-se a un rebuig anacrònic a les formes ara exasperades de l'arquitectura gòtica, a punt per donar pas a les formes renaixentistes.
L'estructura s'assenta sens dubte sobre un edifici anterior d'origen romà d'Orient, del qual només es conserva la forma de les finestres i les decoracions rodones que enriqueixen la façana. Hi ha dues plantes principals, ambdues amb la mateixa distribució, que presenten una finestra rodona de cinc llums al centre i dues finestres monófores a cada costat, totes inscrites en marcs decorats amb dissenys circulars policromats. Fins i tot a la planta baixa les obertures són d'arc de mig punt, per a un total de sis finestres simples més el portal, col·locades centralment i amb accés directe al canal.
El costat dret de l'edifici es comparteix amb el Palau Brandolin Rota, mentre que el costat esquerre presenta una bella façana amb una finestra trífora al segon pis i una terrassa coberta al primer, que dona a un jardí obert al Gran Canal i que limita amb el Palau Balbi Valier. A la part posterior, l'edifici dona a un pati amb un pou a través de finestres amb mainels.
Tot i que la façana és la veritable obra mestra per la qual l'estructura és important, també cal esmentar l'interior: de fet, hi ha alguns frescos en bon estat de Giandomenico Tiepolo, així com sales molt prestigioses.

Palau Contarini, Venècia, de Claude Monet, ara al Museu d'Art de Saint-Gallen

Una pintura de Claude Monet que data del 1908 retrata la façana del palau: el pintor impressionista també va pintar Ca' Dario i el Palau Da Mula Morosini.